# Hitchcock (película)
Hitchcock es una película estadounidense de 2012 dirigida por Sacha Gervasi y protagonizada por Anthony Hopkins, Helen Mirren, Scarlett Johansson y Jessica Biel. Su argumento nace del libro Alfred Hitchcock and the Making of Psycho de Stephen Rebello, que trata sobre el rodaje de la película Psicosis (1960), una de las películas de Alfred Hitchcock.

## Sinopsis
La película se centra en el año 1959, cuando Hitchcock (Anthony Hopkins) acababa de hacer North by Northwest, y sale satisfecho de su película, pero mientras firma autógrafos con su esposa Alma Reville (Helen Mirren), una pregunta de la prensa lo puso triste: "Señor Hitchcock, ya ha hecho su gran película excelente, pero ¿no planea retirarse?" Se entristeció, y eso lo llevó a su siguiente película: Psicosis.
Después de haber leído la novela de Robert Bloch, se emociona con hacer este proyecto pero a la junta de Paramount no le parece, porque no quieren ver un cuchillo penetrando el cuerpo desnudo de una mujer, pero Hitchcock no para. Él decide financiarla, y Paramount deberá distribuirla. Paramount finalmente acepta. Hitchcock tuvo que hipotecar su piscina y parte de su casa para poder financiar la película. Después de ver a Hitchcock decidiéndose por una rubia para que interprete del papel de Marion Crane, Alma le sugiere a Janet Leigh (Scarlett Johannson). Después de que se presenta Janet, Alfred Hitchcock tiene una leve atracción hacia ella por su gran belleza y su perfecta cabellera dorada, pero Alma nota la excesiva atención que le pone a Janet. Posteriormente, luego de entrevistarla para el papel, Hitchcock empieza su proyecto en la cual aparecen como coprotagonistas la excelsa Vera Miles (Jessica Biel) haciendo de la hermana de Marion, Lila Crane, y también John Gavin, quien hace del novio de Marion Crane en la película. Vera tuvo problemas con Hitchcock por Vértigo, pues prefirió ser madre cuando Hitchcock la puso como la protagonista. Más tarde, ella le lleva un café a Janet para hablarle: Vera le cuenta lo sucedido entre ella y Hitchcock y luego le dice que él "siempre observa". Ellas ven la sombra de Hitchcock y Vera le dice: "¿Ves? Siempre está observando." 
A medida que avanza la película, Hitchcock no tiene idea de qué está pasando entre Alma y Whitfield Cook (Danny Huston), así que su mente le produce apariciones del asesino Ed Gein (Michael Wincott), quien le dice qué hacer con Alma. Después, tiene un enfrentamiento con Alma: discuten qué pasa entre ella y Whitfield y con la diferencia de cómo es trabajar con su esposo. Luego, Hitchcock, por lo afectado que está, decide ir a hablar con Vera sobre porqué lo dejó y ella le dice que prefería ser madre y una perfecta esposa. Hitchcock, al final, la perdona. Ella se va a escribir la trama con Whitfield pero lo encuentra con una mujer, lo cual le molesta y se va de ahí, Hitchcock la ve sola viendo televisión y ve que está triste y habla con ella para tratar de resolver las cosas.
Luego, Hitchcock recibe ayuda de Alma volviéndola el mejor proyecto de la historia de Alfred Hitchcock. Después, él trabaja en los cortes de la película para evitar la censura ya que aparece un desnudo y violencia. A pesar de los cortes, a la junta directiva de censura no le parece bien y hablan con Hitchcock a lo que Hitchcock les dice que los respetaba y pueden ir a ver como termina de hacer la escena final a lo cual la junta no se presenta y Hitchcock feliz termina su proyecto al final habla con Janet y le dice: "Así que, Janet, querida no fue tan terrible haber trabajado conmigo, ¿verdad?", a lo que Janet responde: "Por supuesto que no". Después, ella entra a su camerino y Hitchcock le hace una pequeña broma al dejarle el esqueleto que usaron para Ms. Bates en Psicosis y se ríen. Al final, logran poner en la pantalla grande Psicosis, y al final Hitchcock tiene su más gran éxito en tiempos.
Al final de la película, aparece Hitchcock contando que por los fondos recuperaron la casa y la piscina y habla de que planea otro éxito y dice: "Pero lamentablemente me siento una vez más fuera de inspiración". Un cuervo en su hombro, y se va.

## Elenco
- Anthony Hopkins como Alfred Hitchcock.
- Helen Mirren como Alma Reville.
- Scarlett Johansson como Janet Leigh.
- Jessica Biel como Vera Miles.
- James D'Arcy como Anthony Perkins.
- Michael Stuhlbarg como Lew Wasserman.
- Ralph Macchio como Joseph Stefano.
- Toni Collette como Peggy Robertson.
- Michael Wincott como Ed Gein.
- Danny Huston como Whitfield Cook.
- Richard Portnow como Barney Balaban.
- Wallace Langham como Saul Bass.

## Estreno
El 20 de septiembre de 2012, Fox Searchlight Pictures anunció a través de su cuenta en Twitter que la película Hitchcock se estrenaría el 23 de noviembre de 2012. A pesar de ello, lo hizo de manera limitada con la intención de que la cinta participara en la contienda del premio Óscar en 2013.
Hitchcock fue editada en formato Blu-ray y DVD el 12 de marzo de 2013 por 20th Century Fox Home Entertainment. El contenido extra contiene comentarios del director Sacha Gervasi y el autor del libro the Making of Psycho, Stephen Rebello. También incluye una escena eliminada y los tráileres de la película.

## Curiosidades
- Según el director Sacha Gervasi,  las famosas puñaladas de la escena de la ducha significan la lucha con demonios que atormentaban al propio Hitchcock: desde los productores que le abandonaron hasta Whitfield Cook, retratado también en la película, quien intenta robarle a su mujer, Alma.
- La película fue rodada en tan solo 36 días.
- Scarlet Johansson fue asesorada por la actriz Jamie Lee Curtis, hija de la actriz Janet Leigh, revelándole anécdotas íntimas y enseñándole fotografías inéditas de su madre para hacer que Johansson se metiera mejor en el papel.
- La recaudación de esta película a nivel mundial es de 23.570.541 de dólares.